# 1392

## Narození
- 3. února – Jindřich Percy, hrabě z Northumberlandu, spoluregent Anglie, účastník války růží († 1455)
- 18. prosince – Jan VIII. Palaiologos, byzantský císař († 1448)

## Úmrtí
- 2. února – Anežka Habsburská, slezská vévodkyně (* mezi 1321 až 1326)
- 17. května – Ču Piao, nejstarší syn čínského císaře Chung-wua (* 10. října 1355)
- 25. září – Sergej Radoněžský, ruský duchovní vůdce a pravoslavných světec (* 1314)
- ? – Čong Mong-džu, korejský ministr a učenec (* 1337)

## Hlava státu
- České království – Václav IV.
- Moravské markrabství – Jošt Moravský
- Svatá říše římská – Václav IV.
- Papež – Bonifác IX. a Klement VII. (vzdoropapež)
- Anglické království – Richard II.
- Francouzské království – Karel VI. Šílený
- Polské království – Hedvika z Anjou a Vladislav II. Jagello
- Uherské království – Zikmund Lucemburský
- Litevské knížectví – Vladislav II. Jagello
- Byzantská říše – Manuel II. Palaiologos